# キングメーカー
キングメーカー（英: kingmaker）とは、大統領や首相など最高権力者の選出や退陣に裏方で大きな影響力を持つ人物のこと。

## 概説
自らは表舞台の政治権力者にならない（または退陣した後）が、裏方では政治権力者に関する人事権を事実上持っていることがある。そのため、政治権力者の人事権を通じて政治を左右する。表舞台の政治権力者に関する人事権が少数（究極的には1人）になったり、ルールで明文化されていないが政治権力者に関する人事権を裏方の少数が事実上持っている政治構造になっていたりする場合は権力の二重構造となりやすい。
現在の民主政治では大統領や首相など行政府最高権力者に対する裏方の人事権を指すことが多い。

## 日本でキングメーカーと呼ばれる代表的な人物
- 山縣有朋
- 西園寺公望
- 三木武吉
- 岸信介
- 田中角栄
- 椎名悦三郎
- 中曽根康弘
- 金丸信
- 竹下登
- 森喜朗
- 小沢一郎
- 二階俊博
- 麻生太郎
- 安倍晋三
- 菅義偉
- 岸田文雄

## その他
- 日本神話（古事記、日本書紀）で語られるスサノオ神は古代日本の権力構造においてキングメーカーとしての機能が出雲にあったことを象徴しているという説がある。
- 3人以上のゲームにおいて、勝利が不可能となったプレイヤーの行動によって、その他のプレイヤーのいずれが勝利するかが左右されるとき、その自らは勝利しないプレイヤーをキングメーカーとよぶ。少ない逆転の可能性に賭けたが失敗し、その行動によって上位プレイヤーの順位が動く場合などはキングメーカーとは言わない。キングメーカーは、しばしばゲームの興をそぐ存在とされ、キングメーカーの現れにくいゲームデザインが望まれる。